# Иллюзия

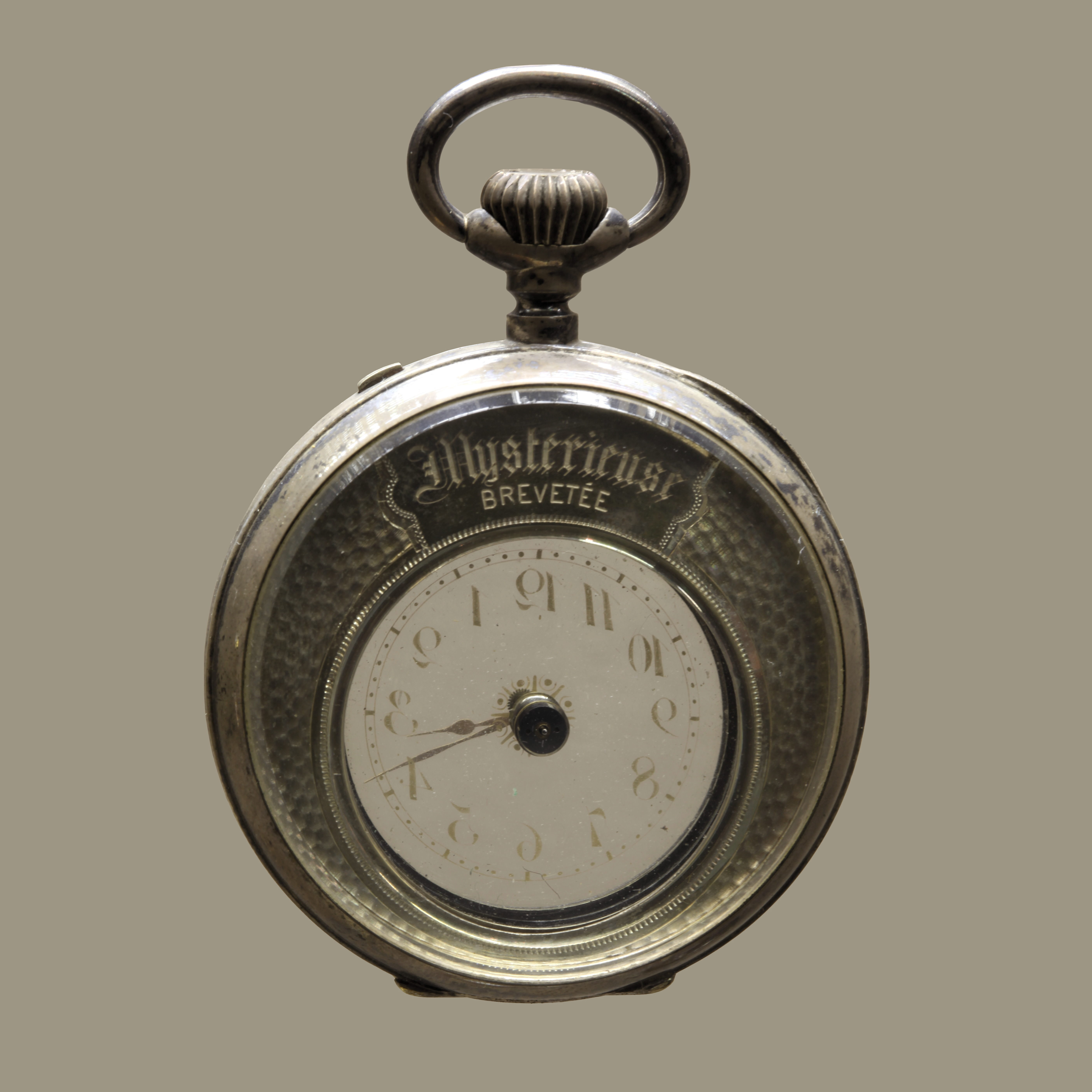
Прозрачный циферблат этих «тайных часов» может создать у зрителя иллюзию, что стрелки работают без какого-либо механизма

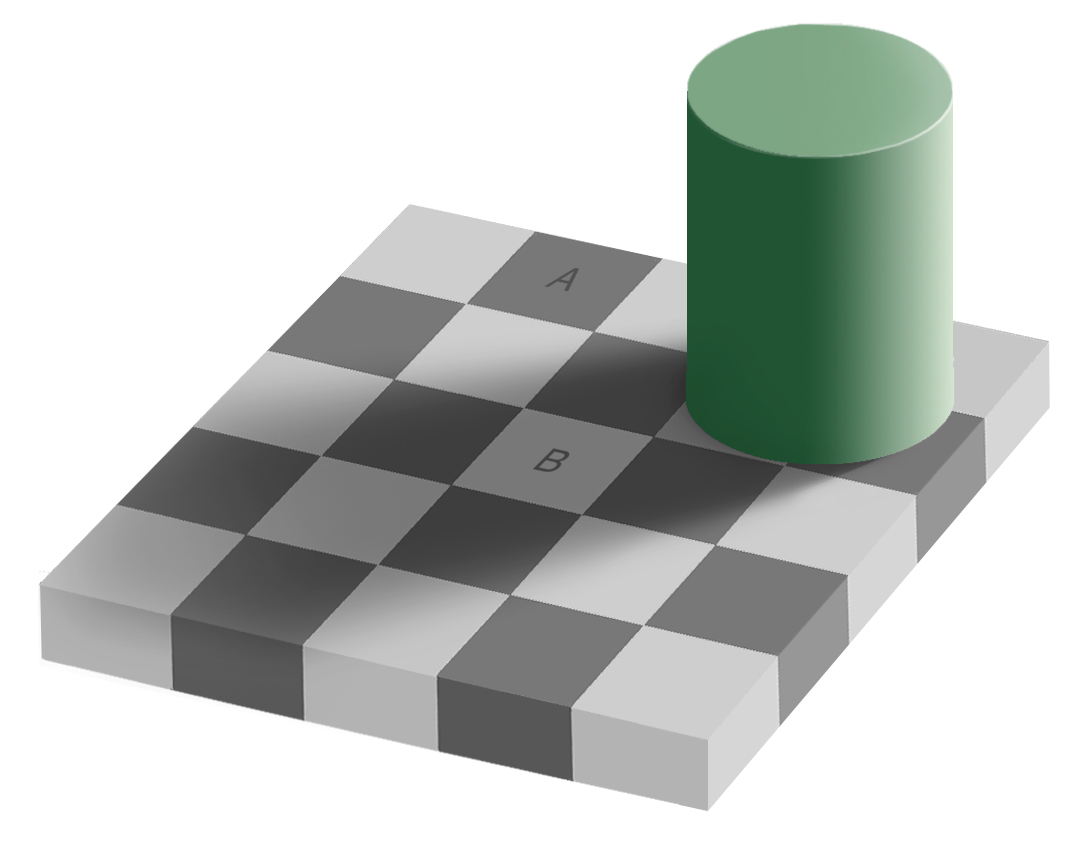
Оптическая иллюзия с тенью на шахматной доске: квадраты A и B — одинакового оттенка серого

Иллю́зия (от лат. illūsiō — «заблуждение, обман») — это:
- обман чувств, нечто кажущееся, то есть искажённое восприятие реально существующего объекта или явления, допускающее неоднозначную интерпретацию;
- программный номер иллюзиониста;
- в переносном смысле — нечто несбыточное, мечта.

## Разновидности иллюзий восприятия (обмана чувств)
Могут возникать у психически здоровых людей (физические, физиологические иллюзии):
- Физические — связаны с действующими в мире объективными законами физики (например, оптическая иллюзия: чайная ложка, погружённая в стакан с водой, воспринимается как надломленная).
  - Оптические — ошибки в зрительном восприятии, вызванные неточностью или неадекватностью процессов не осознаваемой коррекции зрительного образа (например, если рассматривать какой-либо объект через псевдоскоп, то, вследствие создаваемой прибором отрицательной диспаратности, человек получает возможность наблюдать эффекты обратной перспективы)
  - Звуковые, например, тон Шепарда.
- Физиологические — связаны с особенностями периферических или центральных звеньев анализаторов (органов чувств) человека (например, видимый в окне движущегося поезда пейзаж выглядит находящимся в непрерывном движении; или же, к примеру, если несколько раз поднять одновременно обеими руками пару различных по массе предметов, а затем другую пару предметов одинаковой массы, то предмет, оказавшийся в руке, в которой до того был более лёгкий, покажется более тяжёлым, чем предмет, находящийся в другой руке) (см. Установка (психология)).
  - Слуховые — искажённое восприятие характеристик звука: силы, ритма, расстояния до источника звука.
  - Тактильные (иллюзии осязания) — иллюзии восприятия тактильных ощущений.
  - Обонятельные, вкусовые — проявляются в виде изменения качества ощущений, например, сладкое ощущается кислым.
- Вербальные — возникают в результате искажённого восприятия реальных разговоров окружающих людей.
- Иллюзия восприятия времени — искажённое восприятие хода времени, например, kappa effect[англ.], chronostasis[англ.].

| Картинки, вызывающие оптические иллюзии |
| --------------------------------------- |
|                                         |

### Иллюзии в психиатрии
- Иллюзии в психиатрии — возникающие как следствие психического расстройства. Данная форма иллюзий не связана с описанными выше внешне сходными феноменами, обусловленными законами физиологии и оптики[1].
  - Слуховые, зрительные, обонятельные, вкусовые, тактильные, вестибулярные.
  - Парейдолии (парейдолические иллюзии) — особый вид иллюзий, при которых из сложных узоров (на ковре, зимнем стекле) возникают и постепенно развиваются сложные фантастические картины.
  - Аффективные (психические иллюзии, эмоциональные иллюзии) — возникают под влиянием выраженных колебаний настроения или в связи с остроформирующимся аффектом страха, тревоги.
  - Иллюзии осознаваемости (воплощённой осознаваемости) — ощущение, что рядом якобы кто-то находится; этот вид иллюзий выделен К. Ясперсом[источник не указан 2151 день]; по мнению автора, данный вид иллюзий является признаком формирования галлюцинаций и бреда[источник не указан 2151 день]. Согласно иным классификациям, подобное ощущение является галлюцинацией общего чувства[1]:115.